# Hôtel des ducs de Savoie (Belley)
L'hôtel des ducs de Savoie est un hôtel particulier situé à Belley, en France. Il est notamment utilisé par l'office de tourisme.

## Présentation
L'hôtel est situé dans le département français de l'Ain, sur la commune de Belley. L'édifice est inscrit au titre des monuments historiques en 1926.

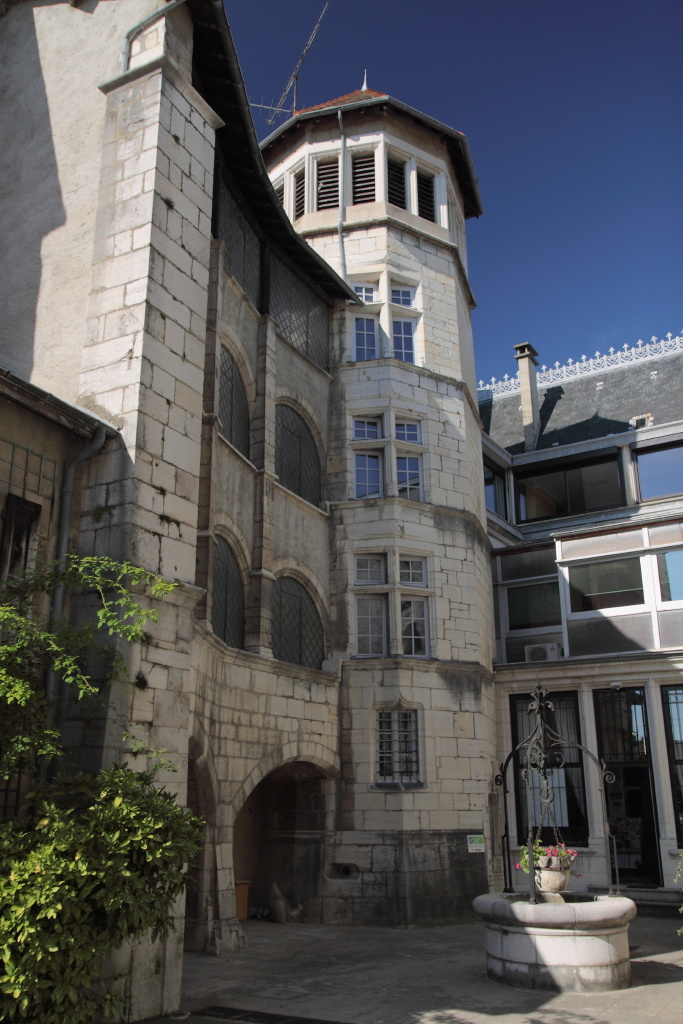
Vue de la cour intérieure.